# 27791 Masaru
27791 Masaru (1993 DD1) là một tiểu hành tinh vành đai chính được phát hiện ngày 24 tháng 2 năm 1993 bởi Yoshio Kushida và Osamu Muramatsu ở đài thiên văn Nam Yatsugatake.